# Minerva Cycling Team
Minerva Cycling Team was een Belgisch continentale wielerploeg die een seizoen rondreed in 2022.

## Geschiedenis
In september 2021 werd de nieuwe ploeg voorgesteld en in oktober was de selectie bekend. De ploeg bestond uit 10 profrenners en 6 beloften. Als manager was Gilbert Orbie, technisch directeur was Preben Van Hecke samen met ploegleider Ivo Myngheer. De ploeg reed voornamelijk kleinere Belgische wedstrijden en kende zijn meeste succes met Thimo Willems en Gil D'heygere die enkele ereplaatsen bij elkaar reden. Beste resultaat was een tweede plaats van Willems in de Brussels Cycling Classic. In september 2022 werd bekend gemaakt dat de ploeg ermee ophield na het onverwachte overlijden van oprichter Filip Carpentier in april 2022. Meerdere van de renners vonden onderdak bij andere continentale ploegen.

## Ploegnamen
| Jaar | Naam                 | UCI-code |
| ---- | -------------------- | -------- |
| 2022 | Minerva Cycling Team | MCT      |

## Ploegleiding
| 2022 Gilbert Orbie Preben Van Hecke Ivo Myngheer |

## Renners
| Naam               | Geboortedatum     | Nationaliteit | Ploeg 2021               |
| ------------------ | ----------------- | ------------- | ------------------------ |
| Gilles Borra       | 26 juli 1998      | België        |                          |
| Kenneth Caethoven  | 2 maart 1999      | België        |                          |
| Gil D'heygere      | 30 maart 1998     | België        | Tarteletto-Isorex        |
| Jorre Debaele      | 7 september 2001  | België        |                          |
| Angel Deckers      | 25 september 2002 | België        |                          |
| Enrico Dhaeye      | 2 februari 2001   | België        |                          |
| Justin Houtekier   | 2 mei 2000        | België        |                          |
| Thomas Joseph      | 6 december 1996   | België        | Tarteletto-Isorex        |
| Stefano Museeuw    | 1 juni 1997       | België        | BEAT Cycling             |
| Thibaut Ponsaerts  | 21 juni 2000      | België        | Lotto–Soudal U23         |
| Kasper Saver       | 26 november 2000  | België        |                          |
| Jarne van Dyck     | 16 november 2001  | België        |                          |
| Robbe Van Praet    | 5 november 2000   | België        |                          |
| Matthew Van Schoor | 31 maart 2000     | België        |                          |
| Yentl Vandevelde   | 31 oktober 2000   | België        |                          |
| Thimo Willems      | 9 februari 1996   | België        | Sport Vlaanderen-Baloise |